# ليندسي كلارك
ليندسي كلارك (بالإنجليزية: Lindsay Clark)‏ هو لاعب اتحاد الرغبي نيوزلندي، ولد في 1 مايو 1944 في دنيدن في نيوزيلندا.